# Claudia Gudelius

Claudia Gudelius, 2005

Claudia Gudelius, geb. Höhne (* 13. November 1951 in Bad Tölz), ist eine deutsche Ärztin und Schriftstellerin.

## Leben
Claudia Gudelius wuchs in Jachenau im Landkreis Bad Tölz, Bayern auf. Ihre Eltern waren der ehemalige Generalmajor Otto Höhne (1895–1969) und dessen (zweite) Ehefrau Hildegard Rosa Josefa, geb. Klügel (1913–1985). Im Jahre 1971 machte sie ihr Abitur am Gymnasium St. Ursula Hohenburg in Lenggries.
Sie studierte ab 1972 an der Ludwig-Maximilians-Universität München Medizin und schloss 1974 das Physikum ab. Zusätzlich studierte sie aztekische Sprache. Nach der Approbation wurde sie im Jahre 1979 promoviert.
Anschließend war sie zunächst Assistenzärztin im Versorgungskrankenhaus in Bad Tölz, danach als Truppenärztin und Fliegerärztin bei der Luftwaffe. Nach einer längeren Pause praktizierte sie freiberuflich an mehreren Kliniken, u. a. am Klinikum Garmisch-Partenkirchen und an der Bad Tölzer Buchberg-Klinik. Als Anfang 2019 Jachenau durch Schnee auf dem Straßenweg nicht erreichbar war, bildete sie mit zwei Mitarbeitern des Bayerischen Roten Kreuzes ein Notfallteam für die medizinische Versorgung des Ortes. Sie engagiert sich ehrenamtlich u. a. als Asylhelferin.
Als Schriftstellerin verfasst sie zeitgenössische und historische Romane.
Claudia Gudelius ist seit 1975 mit Jost Gudelius (* 1942) verheiratet. Sie hat vier Kinder und wohnt in Jachenau.

## Wirken
In ihren Romanen greift Gudelius zeitgenössische und historische Ereignisse, Orte und Gegebenheiten auf. Sie bereiste Indianerreservate, zog mit Kamelen durch Regionen der Libyschen Wüste, der Sahara und der Syrischen Wüste, hielt sich in den Oasen Siwa und Bahariya und in Palästinenserlagern auf, bereiste Amerika, Israel, Ägypten, Syrien und den Libanon. Von zwei Mongolen begleitet, durchquerte sie mit Pferd und Kamel die mongolische Steppe und die Wüste Gobi. Inspiriert von diesen Reisen entstehen ihre Romane. „Ein[en] wunderbaren Schmöker“ stellt die Geschichte des jungen Gonzalos dar, welcher im 16. Jahrhundert zu Indios kommt und die diskriminierenden Schwierigkeiten der Volksgruppe erfährt. In ihrem neuesten Roman Die alte Schuld hat sie die Hexenprozesse in der Grafschaft Werdenfels als Grundlage für die Geschichte gewählt.
Seit 2012 wurden zwei ihrer Bücher in dem von ihrem Mann gegründeten Schneemann-Verlag veröffentlicht.

## Werke
- Beiträge zur Kenntnis der indianischen Heilkunde Nordamerikas. Dissertation. Universität München 1980, DNB 810831090.
- Das Vermächtnis des Gonzalo Porras. Diederichs, München 1998, ISBN 3-424-01415-X.
- Taschenbuchausgabe: Der Schreiber. Heyne, München 2000, ISBN 3-453-16117-3.
- Feuerfrosch. Aufbau, Berlin 2002, ISBN 3-7466-1868-1.
- Das Wüstenparfüm. Aufbau, Berlin 2003, ISBN 3-7466-1903-3.
- Die Detektivin der Düfte. Aufbau, Berlin 2004, ISBN 3-7466-2057-0.
- Die Zedernholztruhe. Gryphon, München 2007, ISBN 3-937800-76-X.
- Mongolia – Seele sandgestrahlt. Gryphon, München 2008, ISBN 978-3-937800-97-4.
- Wolfsbraut. Schneemann, Jachenau 2012, ISBN 978-3-9815341-0-8.
- Die alte Schuld. Schneemann, Jachenau 2017, ISBN 978-3-9818926-0-4.